# Доберска епархия
Доберската епархия (на латински: Dioecesis Doberitanus) е титулярна епископия на Римокатолическата църква с номинално седалище в македонския град Добер. Епархията е подчинена на Солунската архиепископия. В 1921 година името на титулярната епархия е установена като Doberas на латински, а в 1925 година - като Doberus.
Античната Доберска епархия не е спомената в нито една Notitia Episcopatuum. Известни са трима епископи на Добер в античността - Геронтий, участник в Сердикийския събор в 343 - 344 година, Лукиан участник в Ефеския събор в 431 година и Евсевий участник в Втория Ефески събор в 449 година и в Халкидонския събор от 451 година.
Епископи
| Име      | Име       | Управление              |
| -------- | --------- | ----------------------- |
| Геронтий | Γερόντιος | споменат в 344 г.       |
| Лукиан   | Λουκιανός | споменат в 431 г.       |
| Евсевий  | Ευσέβιος  | споменат в 449 и 451 г. |

Титулярни епископи
| Име                     | Име                    | Управление                         | Забележка           | Години                             |
| ----------------------- | ---------------------- | ---------------------------------- | ------------------- | ---------------------------------- |
| Ричард Чалънър          | Richard Challoner      | 12 септември 1739 – 12 януари 1781 |                     | 29 септември 1691 – 12 януари 1781 |
| Огюст Готие             | Auguste Gauthier       | 16 юни 1921 – 12 май 1927          |                     | 26 май 1868 – 12 май 1927          |
| Жозеф-Омер Плант        | Joseph-Omer Plante     | 23 юни 1927 – 5 април 1948         |                     | 3 януари 1867 – 5 април 1948       |
| Антонио Хосе Пласа      | Antonio José Plaza     | 16 май 1950 – 28 август 1953       | в епископ на Асул   | 21 декември 1909 – 11 август 1987  |
| Джъстин Джоузеф Макарти | Justin Joseph McCarthy | 27 март 1954 – 27 януари 1957      | в епископ на Камден | 26 ноември 1900 – 26 декември 1959 |
| Ян Фондалински          | Jan Fondalinski        | 3 юни 1957 – 5 август 1971         |                     | 14 юли1900 – 5 август 1971         |